# Erora biblia
Espèce
Erora biblia  est une espèce d'insectes lépidoptères de la famille des Lycaenidae, de la sous-famille des Theclinae, du genre Erora.

## Dénomination
Erora biblia a été décrit par William Chapman Hewitson en 1868 sous le nom initial de Thecla biblia.
Synonyme : Thecla oleris Druce, 1907.

## Description
Erora biblia est un petit papillon aux antennes et aux ailes annelées de marron et de blanc, sans queue.
Le dessus est marron très largement suffusé de bleu métallisé.
Le revers est vert clair brillant.

## Écologie et distribution
Erora biblia est présent au Brésil, au Venezuela, et au Paraguay et en Guyane,.

### Protection
Pas de statut de protection particulier.